# Sabugueiro (Arraiolos)
Sabugueiro is een plaats (freguesia) in de Portugese gemeente Arraiolos en telt 453 inwoners (2001).